# Zalaszentgyörgy
Zalaszentgyörgy je vas na Madžarskem, ki upravno spada pod podregijo Zalaegerszegi Županije Zala.